# Плосня (Буський повіт)
Плосня (пол. Płośnia) — село в Польщі, у гміні Ґнойно Буського повіту Свентокшиського воєводства.
Населення — 66 осіб (2011).
У 1975-1998 роках село належало до Келецького воєводства.

## Демографія
Демографічна структура на день 31 березня 2011 року:
|          | Загалом | Допрацездатний вік | Працездатний вік | Постпрацездатний вік |
| -------- | ------- | ------------------ | ---------------- | -------------------- |
| Чоловіки | 40      | 10                 | 25               | 5                    |
| Жінки    | 26      | 8                  | 12               | 6                    |
| Разом    | 66      | 18                 | 37               | 11                   |